# Iwona Piastowska
Iwona Piastowska-Tomaszewska – polska piosenkarka, gitarzystka i kompozytorka z kręgu poezji śpiewanej, surdopedagog. 

## Życiorys
Pochodzi z Prudnika. Absolwentka Wyższej Szkoły Pedagogiki Specjalnej w Warszawie, o specjalności surdopedagogika.
Zadebiutowała w 1979 roku na festiwalu Epidemia Piosenki Turystycznej BAKCYNALIA w Lublinie, gdzie otrzymała nagrodę „za udany debiut”. W marcu 1980 roku jury Ogólnopolskiego Studenckiego Przeglądu Piosenki Turystycznej Yapa przyznało jej Nagrodę Specjalną. W maju 1980 r. podczas X Ogólnopolskiego Turystycznego Przeglądu Piosenki Studenckiej Bazuna w Kwidzynie wystąpiła z zespołami Kaktus (piosenka laureatka nr. 9 – Krzak jałowca; sł. Loik Szeralijew, tłum. Henryk Hubert, muz. Iwona Piastowska) i Wynik Mnożenia (piosenka laureatka nr. 6 – Swoboda; sł. Kazimierz Wierzyński, muz. Iwona Piastowska), gdzie towarzyszył jej gitarzysta Sławomir „Waza” Noszczyk. Oprócz piosenki nagrodzonej na festiwalu, w koncercie laureatów grupa Kaktus wykonała Pieśń V (sł. Konstanty Ildefons Gałczyński, muz. Iwona Piastowska) i Niebieski młyn (sł. Tadeusz Śliwiak, muz. Iwona Piastowska). Latem tego samego roku artystka otrzymała Nagrodę za wykonanie indywidualne na XIII Ogólnopolskiej Turystycznej Giełdzie Piosenki Studenckiej w Szklarskiej Porębie. W marcu 1981 roku po raz kolejny wystąpiła na Yapie, tym razem z „Grupą z Placu Wilsona”, którą współtworzyła wraz ze Sławomirem „Wazą” Noszczykiem (gitara) i z grającym na bongosach Krzysztofem Tomaszewskim, zdobywając I nagrodę (zaś w 1984 otrzymała nagrodę za piosenkę pt. Preludium). W latach 80. XX w. występowała również z zespołem „Znienacka”, w którego skład wchodzili także: Anna Sołtyńska, Karol Płudowski, Sławomir „Waza” Noszczyk i Dariusz Prądzyński. Okres jej udziału w konkursach został zwieńczony w 1985 roku wyróżnieniem i nagrodą „dla najlepszej wykonawczyni” na Studenckim Festiwalu Piosenki w Krakowie. 
Piosenki Iwony Piastowskiej (w tym nieśmiertelne Preludium do wiersza Kazimierza Wierzyńskiego, niegdyś coverowane przez zespół Zgórmysyny) po dziś dzień goszczą na przeróżnych kompilacjach z piosenkami z nurtu poezji śpiewanej i piosenki turystycznej, a także w internecie.
Obecnie praktycznie nie występuje. Mieszka i pracuje w Warszawie. Uczy w Specjalnym Ośrodku Szkolno-Wychowawczym dla Dzieci Słabosłyszących nr 15 im. Ottona Lipkowskiego – zajmuje się muzykoterapią dzieci z wadą słuchu oraz prowadzi zajęcia plastyczne i artystyczne.